# 運財五福星
《運財五福星》為福星系列踏入九十年代的電影之一，由曾志偉監製，陳勛奇執導，李智為、李炳光、李慕瓊共同編劇。本電影是為已故導演羅維籌款而開拍。

## 劇情
号称东南亚第一赌王雷天，在一次顶级赌术大赛中败于台湾黑帮“赌花”上宮飛花手上，还被诬告出千，以至吞枪自杀。其女慧琳誓要为父报仇，求助于其父生前好友曹达华，华叔重召“五福星”帮忙，“五福星”经过一轮艰苦兼趣事百出的赌术训练后，五福星成功出关并決定集赌本以作报仇之用。

## 演員

### 福星
| 演員名稱 | 角色名稱 | 關係、備註                                           |
| 洪金寶   | 鷓鴣菜   | 摸黑如廁受傷入院（粵語配音：林保全）                 |
| 馮淬帆   | 犀牛皮   |                                                      |
| 苗僑偉   | 花旗蔘   | 16座小巴司機（粵語配音：陳永信）                     |
| 吳耀漢   | 大生地   |                                                      |
| 曾志偉   | 羅漢果   |                                                      |
| 劉 德    | 清補涼   | 鷓鴣菜表弟，少林武痴，代替鷓鴣菜（粵語配音：林保全） |

### 豔女
| 演員名稱 | 角色名稱  | 暱稱       | 關係、備註                                               |
| 宮雪花   | 上宮飛花  | 賭花       | 經營黃、賭、毒，喜歡Tomboy(男人婆)。（粵語配音：黃鳳英） |
| 葉芳華   | Francoise | 范娃、淫娃 | 中國城之花，雷慧琳替身（粵語配音：陸惠玲）               |
| 馮秀燕   | 雷慧琳    | Miss Chan  | 雷天之女（粵語配音：沈小蘭）                             |
| 彭 丹    | 波波      |            | 照顧鷓鴣菜的護士                                         |

### 客串
| 演員名稱 | 角色名稱 | 暱稱  | 關係、備註                               |
| 陳觀泰   | 雷 天    | 賭 王 | 華叔好友（粵語配音：盧雄）               |
| 鄭佩佩   | 賭 霸    |       | 五福星師傅（粵語配音：黃鳳英）           |
| 陳百祥   | 千 王    |       | （粵語配音：高翰文）                     |
| 苗可秀   |          |       | 國際頂級賭術大賽司儀（粵語配音：沈小蘭） |

### 主要演員
| 演員名稱 | 角色名稱 | 暱稱   | 關係、備註                                 |
| 曹達華   | 華 叔    | 曹 sir | 曹警司（粵語配音：盧雄）                   |
| 洪金寶   | 大頭菜   |        | 香港皇家警察行動組組長（粵語配音：林保全） |

### 友情客串
| 演員名稱 | 角色名稱 | 暱稱  | 關係、備註                                                           |
| 陳鴻烈   | 賭 尊    |       | 在國際頂級賭術大賽中與雷天、宮飛花對賭的其中一人（粵語配音：黃子敬） |
| 火 星    |          |       | 小巴司機，與犀牛皮及花旗蔘打麻將的其中一人                           |
| 袁祥仁   |          |       | 小巴司機，與犀牛皮及花旗蔘打麻將的其中一人                           |
| 黃一山   | 粉 腸    |       | 全港踢（原子尼龍麻包）袋冠軍（粵語配音：郭志權）                     |
| 成奎安   | 大 傻    | 傻 哥 | 婚宴上被羅漢果陷害出千（粵語配音：盧雄）                             |
| 苑瓊丹   |          | 阿 嫂 | 大傻妻子，婚宴上與羅漢果對賭的其中一人                               |
| 盧冠廷   |          |       | 婚宴侍應生                                                           |
| 張同祖   |          |       | 婚宴賓客                                                             |
| 葉榮祖   |          |       | 婚宴賓客（粵語配音：黃子敬）                                         |
| 沈 威    |          |       | 婚宴賓客                                                             |
| 太 保    |          |       | 婚宴賓客（粵語配音：郭志權）                                         |
| 米 奇    |          |       | 婚宴賓客                                                             |
| 劉 永    |          |       | 國際頂級賭術大賽中與Francoise對睹的其中一人（粵語配音：陳永信）      |
| 鬼 塚    |          |       | 國際頂級賭術大賽中與Francoise對睹的其中一人                          |
| 劉錫明   |          |       | 國際頂級賭術大賽中與羅漢果對睹的其中一人（粵語配音：黎偉明）         |
| 龍 方    |          |       | 國際頂級賭術大賽中與花旗蔘對睹的其中一人（粵語配音：林保全）         |
| 段偉倫   |          |       | 國際頂級賭術大賽中與花旗蔘對睹的其中一人                             |
| 王俊棠   |          |       | 國際頂級賭術大賽中與犀牛皮對睹的其中一人（粵語配音：盧雄）           |
| 黃樹棠   |          |       | 國際頂級賭術大賽中與大山地對睹的其中一人                             |

## 電影歌曲

### 主題曲
| 歌名           | 演唱者 | 作曲   | 填詞   |
| 〈運財五福星〉 | 曾志伟 | 許冠傑 | 許冠傑 |

### 插曲
| 歌名       | 演唱者 | 作曲   | 填詞          |
| 〈錢錢錢〉 | 陳勳奇 | 許冠傑 | 許冠傑 薛志雄 |

## 外部連結
- 開眼電影網上《運財五福星》的資料（繁體中文）
- 香港影庫上《運財五福星》的資料（繁體中文）
- 豆瓣电影上《運財五福星》的資料 （简体中文）
- 时光网上《運財五福星》的資料（简体中文）
- 互联网电影数据库（IMDb）上《運財五福星》的资料（英文）